# Acolastus shahristanus
Acolastus shahristanus es un coleóptero de la familia Chrysomelidae.
Fue descrita científicamente por primera vez en 1987 por Lopatin.